# Hồng hạc James
Hồng hạc James (Phoenicoparrus jamesi) là một loài hồng hạc trong họ Phoenicopteridae.
Loài hồng hạc này sinh sống ở cao nguyên Andes có cao độ cao ở Peru, Argentina, Bolivia và Chile. Chúng có mối quan hệ gần với hồng hạc Andes. Chim hồng hạc sống trên các hồ nước mặn từ độ cao 2000 mét ở miền nam Peru qua Bôlivia đến miền bắc Chile.
Hồng hạc Chile, hồng hạc Andes và hồng hạc James sinh sống cùng khu vực, và cả ba loài này đều sống thành bầy (bao gồm cả sinh đẻ chung tổ). Người ta đã cho rằng hồng hạc James tuyệt chủng cho đến khi một quần thể xa xôi được phát hiện năm 1956.

## Miêu tả

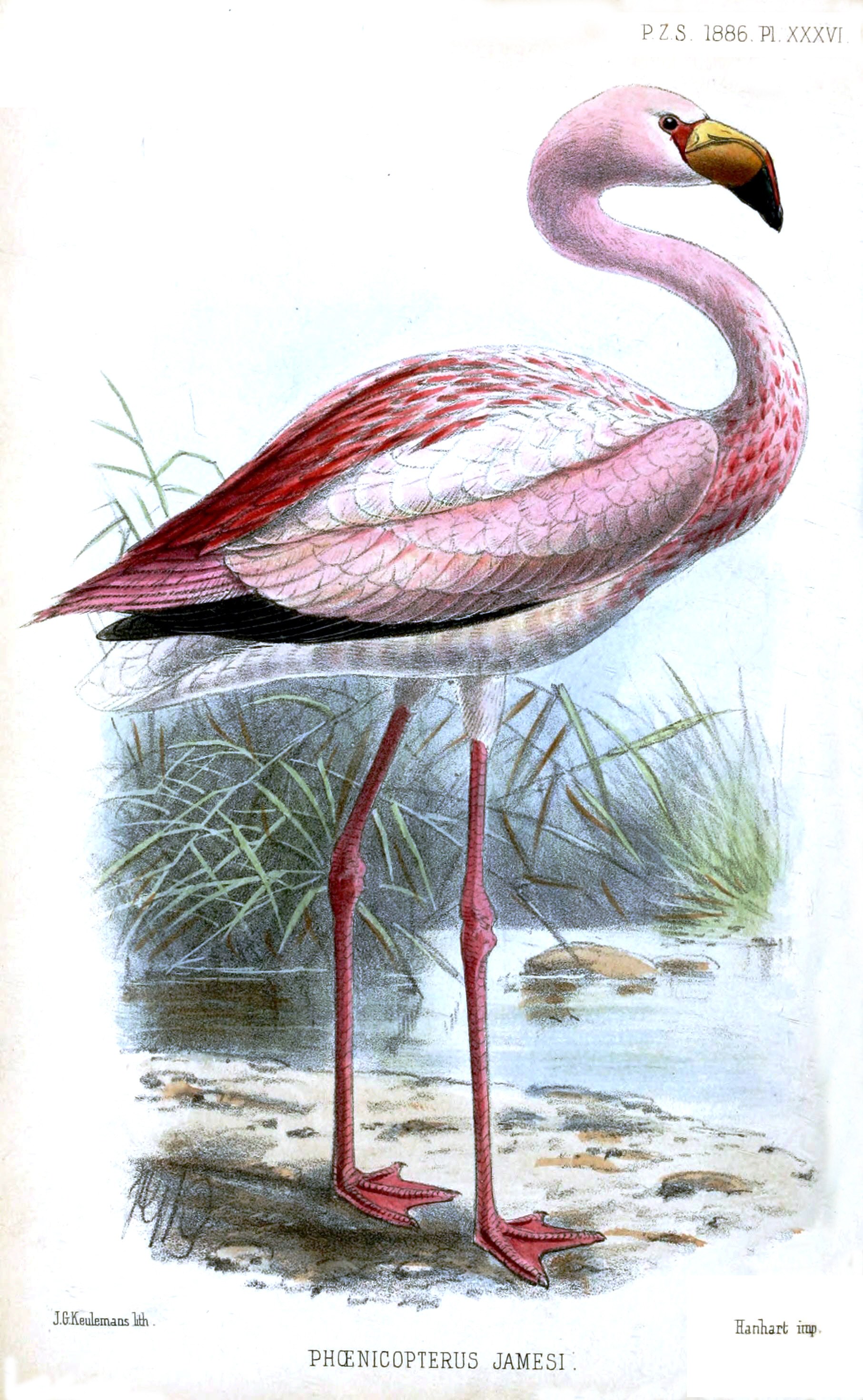
Minh họa bởi J. G. Keulemans (1886)

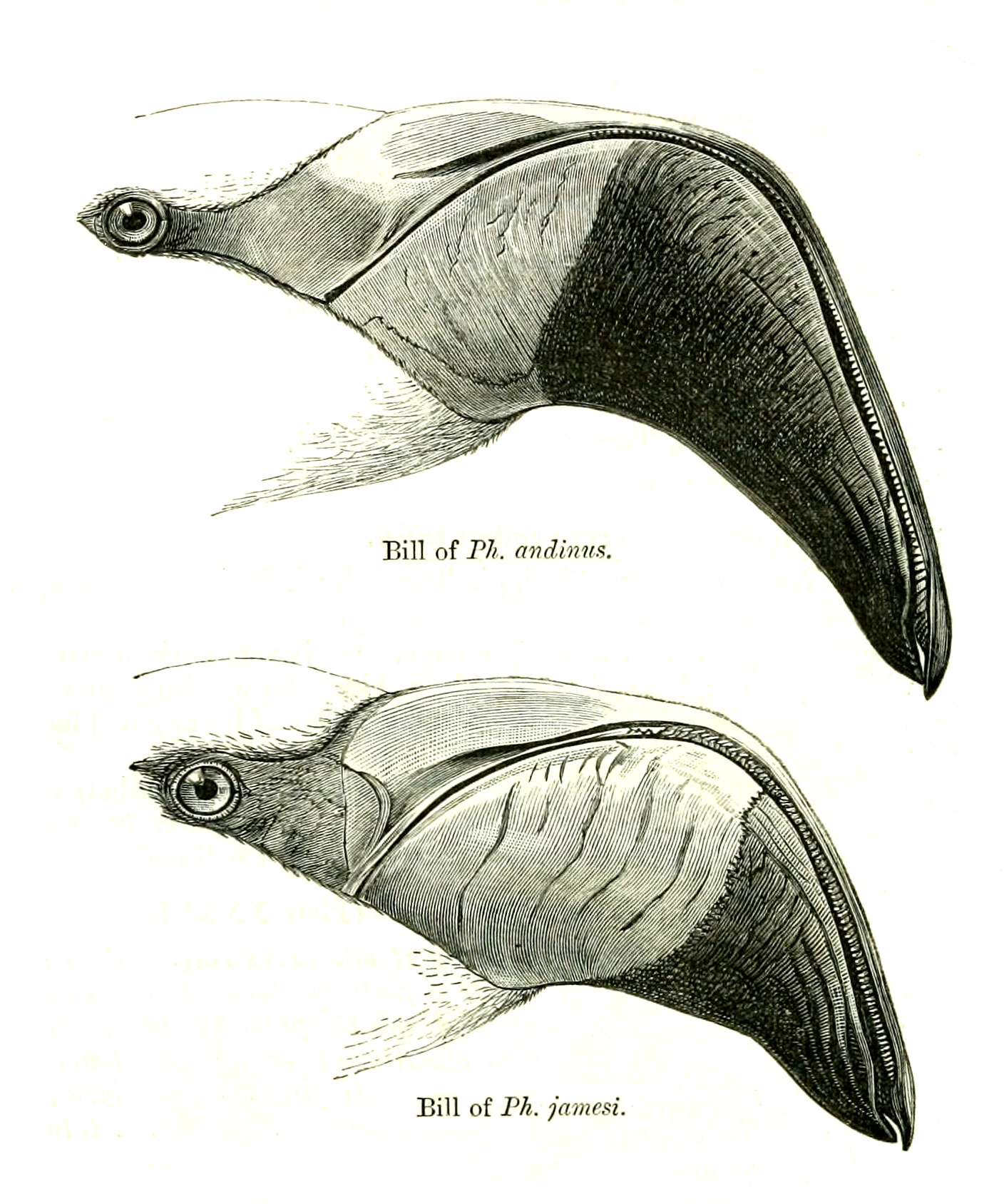
So sánh mỏ của hồng hạc Andes (trên) và hồng hạc James (dưới)

Hồng hạc James nhỏ hơn so với hồng hạc Andes, và có kích thước tương tự như các loài hồng hạc Cựu thế giới, hồng hạc nhỏ. Một mẫu vật của loài này lần đầu tiên được thu thập bởi Charles Rahmer, người đã được trên một chuyến thám hiểm được tài trợ bởi Harry Berkley James, người mà loài này được đặt tên. Hồng hạc James dài trung bình khoảng 90–92 cm và nặng khoảng 2 kg. Hồng hạc James có cổ rất dài được tạo thành từ 19 đốt sống cổ di chuyển nhiều và xoay đầu. Chúng có chân dài đặc trưng. Đầu gối là không nhìn thấy được từ bên ngoài mà nằm ở phía trên của chân. Khớp nối ở giữa chân, mà phần lớn mọi người cho là khớp gối thực sự thực ra là khớp mắt cá chân. Bộ lông của có màu hồng rất nhạt, với những vệt đỏ thắm tươi sáng quanh cổ và mặt sau. Khi chúng đậu có thể nhìn thấy một lượng nhỏ màu đen có thể được nhìn thấy trong đôi cánh, đó là những chiếc lông bay. Có làn da sáng màu đỏ quanh mắt, có màu vàng ở chim trưởng thành. Chân màu đỏ gạch còn mỏ màu vàng rực rỡ với một đầu đen. Hồng hạc James là tương tự như các loài hồng hạc Nam Mỹ khác, trừ hồng hạc Chile có màu hồng hơn, với mỏ dài hơn không có màu vàng, và chim hồng hạc Andes là lớn hơn với nhiều màu đen trên cánh và mỏ, và chân màu vàng. Phương pháp đơn giản nhất để phân biệt chim hồng hạc James là bởi những chiếc lông vũ nhẹ hơn và màu vàng nhạt hơn trên mỏ. Một phương pháp tốt để phân biệt Phoenicoparrus từ các loài khác là nhìn vào bàn chân. Trong ba loài khác của hồng hạc chân bao gồm ba ngón chân hướng về phía trước và một hallux (ngón chân quẹo ra ngoài). Hai loài Phoenicoparrus có ba ngón chân nhưng không có một hallux.